# Advance Technology Advance 86
Advance Technology Advance 86 (Advance 86) је професионални рачунар фирме Advance Technology који је почео да се производи у Уједињеном Краљевству током 1983. године.
Користио је 8086 микропроцесорску јединицу а RAM меморија рачунара је имала капацитет од 128k до 256k. 
Као оперативни систем кориштен је MS-DOS.

## Детаљни подаци
Детаљнији подаци о рачунару Advance 86 су дати у табели испод.
|                       |                                                                                                |
| [ 1 ]                 |                                                                                                |
| Произвођач            |                                                                                                |
| Тип                   | професионални рачунар                                                                          |
| Меморија              | 128k, до 256k                                                                                  |
| Поријекло             | Уједињено Краљевство                                                                           |
| Година                | 1983                                                                                           |
| Тастатура             | тастатура са пуним помаком тастера са 10 функцијских тастера и нумеричка тастатура, 84 тастера |
| Процесор              |                                                                                                |
| Фреквенција процесора | 4,77                                                                                           |
| RAM                   | 128k, до 256k                                                                                  |
| ROM                   | 64k                                                                                            |
| Текст                 | 40 x 25, 80 x 25                                                                               |
| Графика               | 320 x 200, 640 x 200                                                                           |
| Боја                  | 16                                                                                             |
| Звук                  | мали звучник                                                                                   |
| Димензије             | 46,5 (ширина) x 51 (дубина) x 17,5 (висина)                                                    |
| Портови               |                                                                                                |
| Оперативни систем     |                                                                                                |